# Koona
Koona est une localité et une commune rurale du Niger, département de Tessaoua, région de Maradi.

## Géographie
La localité de Koona est située à 44 km au sud du chef-lieu départemental Tessaoua.
|          | Baoudetta |        |
| Tessaoua | Koona     | Korgom |
|          | Gazaoua   |        |

## Histoire
La commune rurale de Koona instaurée en 2002, est issue du canton de Korgom.

## Population
Lors du recensement général de 2012, la population communale est relevée à 14 888 habitants, dont 6 729 habitants pour la localité chef-lieu communal.

## Localités
La commune s'étend sur cinq villages et vingt hameaux au centre du département de Tessaoua.

## Services et infrastructures
- Centre de Santé Intégré (CSI) à Koona[5].
- Collège d'enseignement général (CEG) à Koona.
- Centre de formation des métiers (CFM) à Koona.